# Джеймс Райли
Джеймс Френсис Райли (на английски: James Francis Reilly) е американски геолог и астронавт на НАСА, участник в три космически полета.

## Образование
Джеймс Райли завършва колежа Lake Highlands High School в Далас, Тексас през 1972 г. Дипломира се в щатския университет на Тексас, както следва: през 1977 г. - бакалавър по геология; през 1987 г. - магистър по същата специалност; през 1995 г. - доктор по геология.

## Служба в НАСА
На 12 декември 1994 г., Джеймс Ф. Райли е избран за астронавт от НАСА, Астронавтска група №15. Участник е в три космически полета и има 517 часа в космоса и пет космически разходки с обща продължителност 30 часа и 43 минути.

### Космически полети
| Космически полети на Джеймс Френсис Райли                        | Космически полети на Джеймс Френсис Райли | Космически полети на Джеймс Френсис Райли | Космически полети на Джеймс Френсис Райли | Космически полети на Джеймс Френсис Райли | Космически полети на Джеймс Френсис Райли | Космически полети на Джеймс Френсис Райли |
| №                                                                | Дата                                      | КК                                        | Емблема на мисията                        | Функции                                   | Продължителност                           |                                           |
| ---------------------------------------------------------------- | ----------------------------------------- | ----------------------------------------- | ----------------------------------------- | ----------------------------------------- | ----------------------------------------- | ----------------------------------------- |
| 1                                                                | 22 януари 1998                            | „Индевър“, мисия STS-89                   |                                           | Специалист на мисията                     | 8 денонощия 19 часа 48 мин. 04 сек.       |                                           |
| 2                                                                | 12 юли 2001                               | „Атлантис“, мисия STS-104                 |                                           | Специалист на мисията                     | 12 денонощия 18 часа 36 мин. 39 сек.      |                                           |
| 3                                                                | 8 юни 2007                                | „Атлантис“, мисия STS-117                 |                                           | Специалист на мисията                     | 13 денонощия 20 часа 12 мин. 44 сек.      |                                           |
| Сумарно време в космоса – 35 денонощия 10 часа 35 минути 27 сек. |                                           |                                           |                                           |                                           |                                           |                                           |